# Cigaritis cynica
Cigaritis cynica is een vlinder uit de familie van de Lycaenidae. De wetenschappelijke naam van de soort is voor het eerst gepubliceerd in 1921 door Norman Denbigh Riley.
De soort komt voor in Congo-Kinshasa en Zambia.